# Francis Bernier
Francis Bernier (* 5. September 1997 in Saint-Rédempteur, Lévis, Québec) ist ein frankokanadischer Sänger.

## Biografie
Francis Bernier wurde als drittes Kind seiner Eltern in Saint-Rédempteur (Gemeinde Lévis), einem Vorort der Stadt Québec in der gleichnamigen kanadischen Provinz Québec, geboren. Eine lebensbedrohliche Enterovirus-Hepatitis gefährdete sein junges Leben, so dass er nur knapp überlebte.
Bereits im Alter von vier Jahren förderte sein Vater Gaétan das Gesangstalent seines jüngsten Sohnes und motivierte schließlich den gerade einmal 7-jährigen Francis zur Teilnahme an Gesangswettbewerben, wo der junge Künstler bereits Publikumserfahrung- und erste Erfolge sammelte. 
Noch 7-jährig, wurde Francis Bernier im Mai 2005 erstmals einer breiteren Öffentlichkeit bekannt, als er in der Fernsehsendung L'école des fans des Fernsehsenders TVA auftrat. In der Sendung werden Kinder vorgestellt, die zu einem live begleiteten Musikstück singen. Im darauf folgenden Sommer 2005 wurde er aus 200 Kindern, mit sechs weiteren Kindern, für die Produktion eines Weihnachtsalbums ausgewählt. Zum Jahresende 2006 wurde Francis Bernier schließlich mit den anderen Protagonisten des Weihnachtsalbums zu einer Weihnachts-Sondersendung der École des fans eingeladen, wo er die Gelegenheit hatte, mit Céline Dion ein Duett zu singen. Die Sendung erreichte über 2,6 Millionen Zuschauer und schaffte schlagartig eine hohe Popularität für den inzwischen 8-jährigen Francis Bernier. Das mittlerweile auf den Markt gebrachte Weihnachtsalbum verkaufte sich weltweit 55.000 Mal. 
Im September 2007 veröffentlichte Francis Bernier schließlich in seinem ersten Solo-Album Prince d'azur teils eigens für ihn geschriebene Musikstücke renommierter frankophoner Musikautoren, unter anderem ein Duett mit dem französischen Chanson-Sänger und Songautor Serge Lama in dem Stück Prince d'azur.

## Diskografie
- 2005: Les fans chantent Noël
- 2007: Prince d'azur